# Casa John Brown (Providence)
La Casa John Brown es la primera mansión construida en la ciudad de Providence, la capital del estado de Rhode Island (Estados Unidos). Está ubicada en 52 Power Street en College Hill, donde limita con el campus de la Universidad de Brown. La casa lleva el nombre del propietario original, uno de los primeros benefactores de la universidad, comerciante, estadista y traficante de esclavos John Brown. Fue declarado Monumento Histórico Nacional en 1968. John Quincy Adams la consideró "la mansión privada más magnífica y elegante que he visto en este continente".

## Historia
El edificio fue diseñado por el hermano de John Brown, Joseph, un arquitecto aficionado que también había diseñado la Primera Iglesia Bautista en América.  Fue construido entre 1786 y 1788.  Los invitados notables durante este tiempo incluyen a George Washington, quien se informa que visitó para tomar el té.
La casa fue vendida en 1901 al industrial y banquero de Rhode Island Marsden J. Perry. Perry renovó la extensión para agregar baños modernos y sistemas de calefacción central. John Nicholas Brown lo compró en 1936. En 1942, la familia Brown donó la casa a la Sociedad Histórica de Rhode Island para su preservación, y la sociedad la restauró a su decoración colonial original. El museo ahora contiene muchos muebles originales proporcionados por el patrimonio de la familia Brown.

## Descripción
La casa es una estructura de ladrillo de tres pisos con un techo a cuatro aguas rematado por una sección plana. Tanto la línea principal del techo como la sección plana están rodeadas por una balaustrada baja. Cuatro chimeneas parten de los costados de la casa, y su entrada principal se encuentra en un voladizo central rematado por un pequeño frontón triangular. La entrada está protegida por un pórtico sostenido por columnas dóricas de arenisca, y hay una ventana palladiana sobre el pórtico. El interior de la casa sigue un plan georgiano tradicional, con un pasillo central flanqueado por dos habitaciones a cada lado. La sala es particularmente grandiosa, con columnas encajadas que sostienen bustos arquitectónicos y una escalera de dos pisos con una barandilla retorcida ornamentada. La boiserie ricamente detallada es evidente en todas las salas públicas. Once de las doce repisas de chimenea del edificio son originales.

## Galería

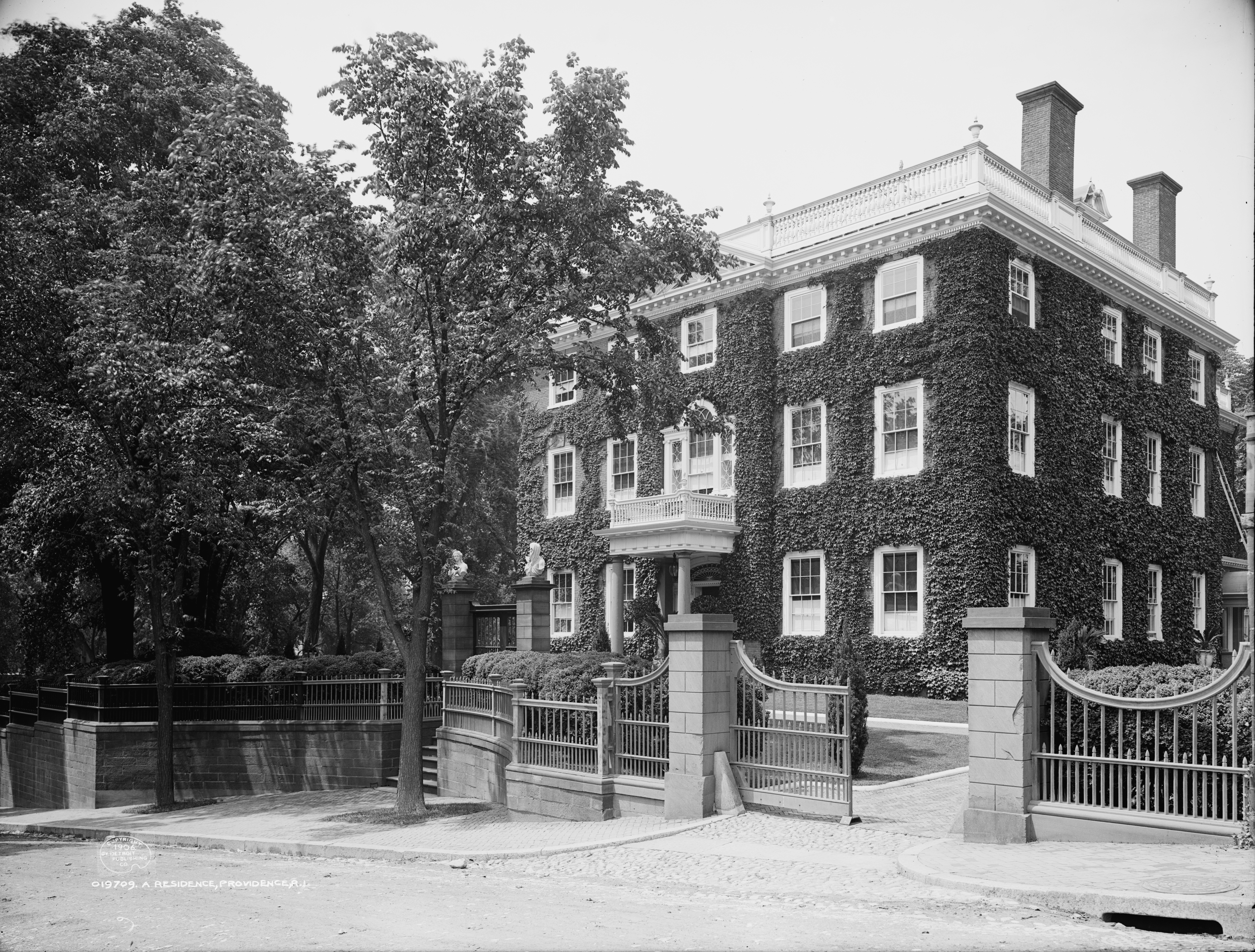
La casa fotografiada en 1906
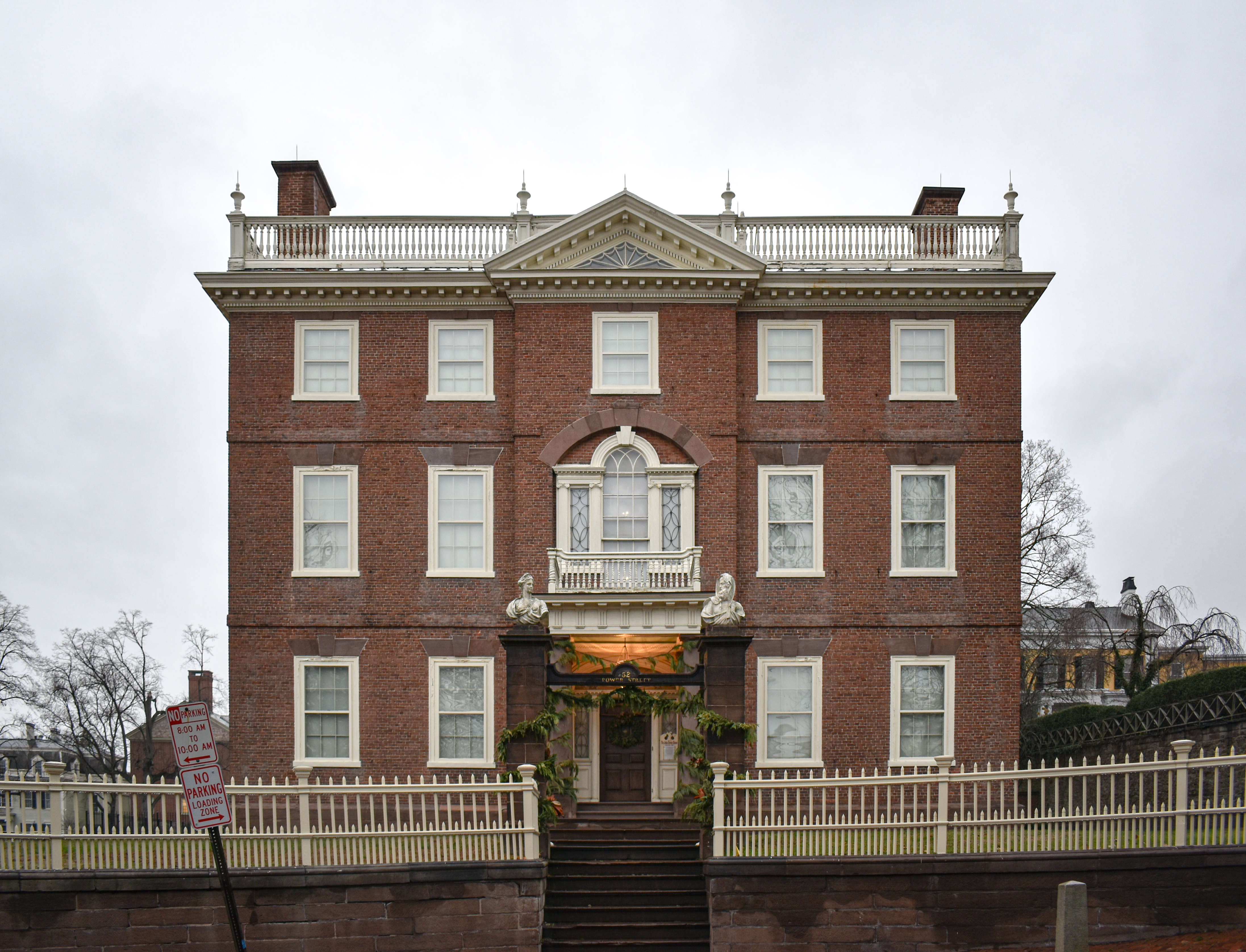
La fachada del edificio en 2020
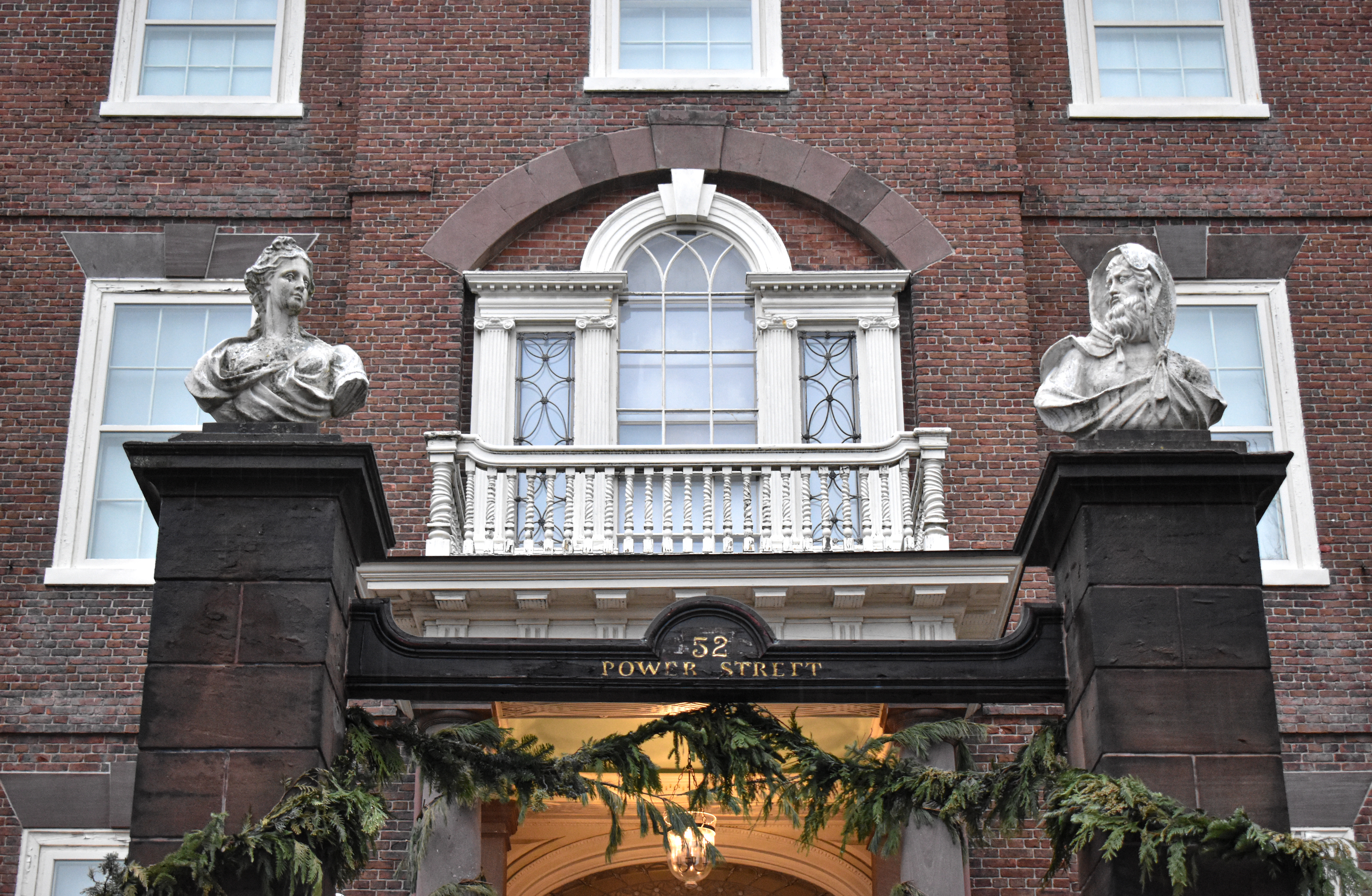
Bustos supuestamente tomados de Versalles durante la Revolución Francesa.
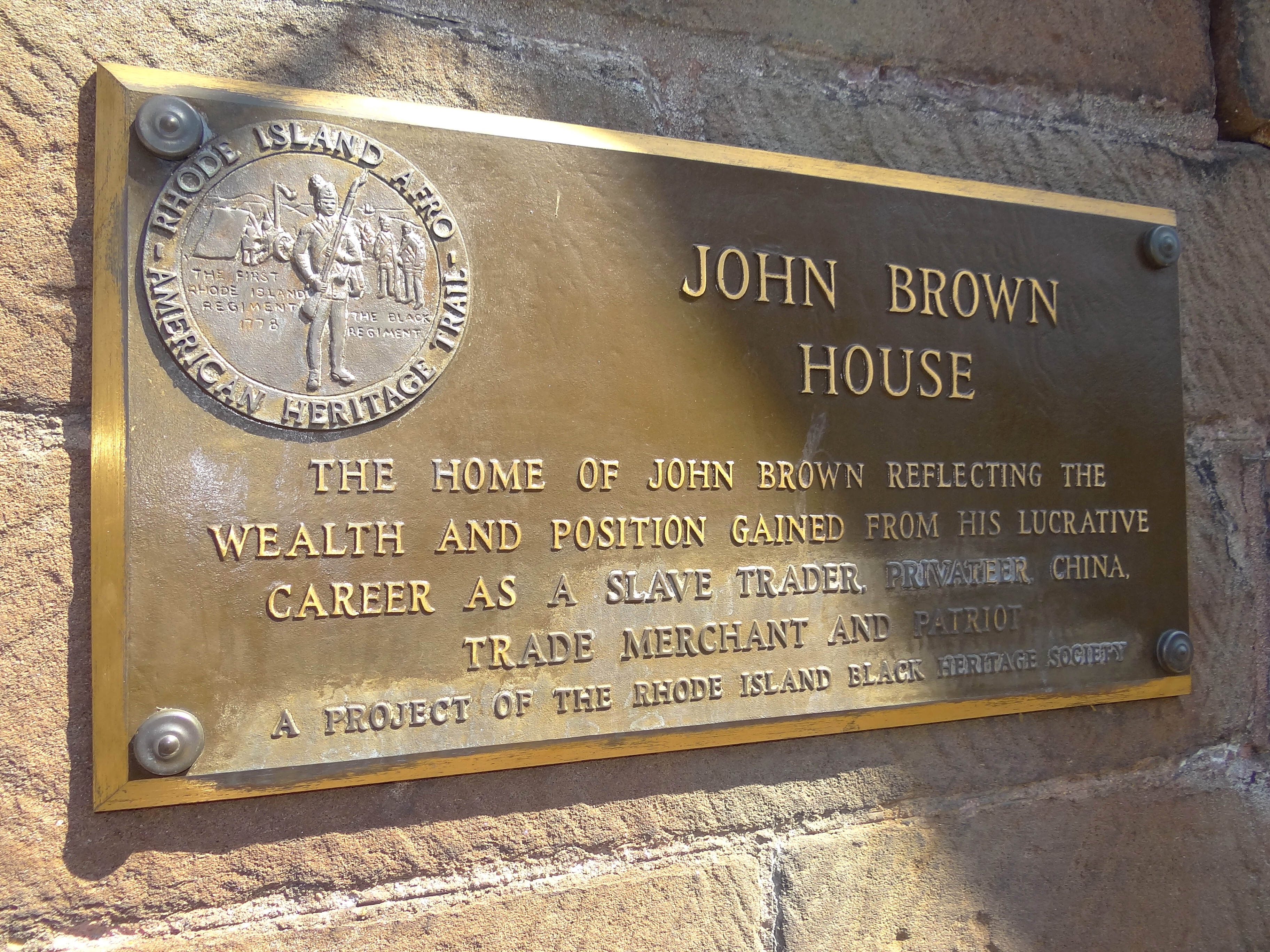
La Rhode Island Black Heritage Society actualizó una placa frente al edificio para reflejar la participación de John Brown en la trata de esclavos.